# Værelse søges
|  | Denne artikel er oprettet af botten PalnaBot ud fra en ekstern database. Den kan derfor have sproglige fejl eller mangler. Denne skabelon kan fjernes efter kontrol af indholdet. |

Værelse søges er en propagandafilm fra 1948 instrueret af Robert Saaskin efter manuskript af Carl Otto Petersen.

## Handling
Opfordring til hele befolkningen om at leje alle overflødige og undværlige værelser ud for at hjælpe på bolignøden.